# Ньоро
Ньо́ро (баньоро, самоназвание) — один из народов Уганды, разговаривающий на языке ньоро группы банту. Проживают в районе озера Альберт, а также рек Виктория-Нил и Кафу. На конец 1990-х годов численность населения оценивалась приблизительно в 520 тыс. человек. Основными видами деятельности ньоро являются земледелие и скотоводство. Ньоро принадлежат к негроидной расе, по языку и культуре близки к народу торо (баторо).

## История
Народность ньоро сформировалась в процессе миграционных движений народов банту и нилотов. Традиционно ньоро делились на три рода: потомков нилотов (бито), проживающих на юге; иру, являющихся самыми многочисленными представителями народа ньоро; и более высоких и светлокожих хима, проживающих на севере. Подобное деление фактически сохраняется и в наше время.
В XIII—XIV веке ньоро образуют государство Киторо, которое в затем станет называться Уньоро и будет находиться на территории современной Уганды. Главой государства являлся человек из рода бито. В конце XIX века большая часть государственного образования Уньоро становится частью британского протектората Уганда.
В XIII—XIV веке ньоро основывают государство Уньоро со своим правителем из рода бито, опирающимся на совет. Вплоть до XVIII века Уньоро было ведущим государственным образованием на территории современной Уганды, но затем ослабло из-за ряда внешних и внутренних причин, и лидером в регионе становится государство Буганда.

## Культура и социальный уклад
Как и другие народы Африки ньоро обладают богатым и сложным символизмом, и есть многочисленные указания на это как в старых, так и в более свежих работах о традиционной культуре ньоро (Beattie 1968: 1).
Ньоро занимаются скотоводством и земледелием. Выращивают просо, бананы, арахис, со времён британского владычества чай и хлопок. Распространена рыбная ловля в районе озера Альберт и охота, в частности на слонов. Традиционными ремёслами ньоро считаются гончарство, а также кузнечное дело. Среди население также распространено плетение циновок и домашней утвари.
Большинство браков моногамны, однако полигамия и по сей день является идеалом. Понятием, которое соответствует английскому слову «marriage», является «бусвези», образованное от глагола «кусвера» (Beattie 1958: 1). Мужчина обладает более высоким статусом, чем женщина. Большинство ньоро считает это правильным и естественным. По словам одного информатора женщины считаются «неполноценными людьми, не имеющими знаний о мирских делах» (Beattie 1958: 10).

## Религия
Традиционно ньоро придерживаются политеизма с развитым пантеоном божеств, сильно развит культ предков и духов. В последнее время распространилось христианство.